# Edgar Marie
Pour les articles homonymes, voir Marie.
Edgar Marie est un réalisateur et scénariste français.

## Biographie
En 1994, il obtient une maîtrise d'études cinématographiques et audiovisuelles (option psychanalyse appliquée à l'art).
En 1998, il est assistant de programmation sur la chaîne Ciné Classic.
En 2007, il suit une formation Kodak d'assistant opérateur 35 mm, puis en 2008 la Masterclass de John Truby pour l'écriture de scénario.

## Filmographie

### Comme réalisateur
- 2005 : J'ai un trou (court métrage) - coréalisé avec Benoît Neveur
- 2011 : Il était une fois les Lyonnais (making of du film Les Lyonnais)
- 2013 : Le jour attendra
- 2013 : SALM - Prophet 21 (clip)

### Comme scénariste
- 2011 : Les Lyonnais
- 2011 : Braquo (série télévisée - deux épisodes)
- 2013 : Le jour attendra
- 2017 : Duels (série télévisée)
- Section Zéro[Quand ?] (série télévisée)[réf. nécessaire]
- 2022 : Comme mon fils de Franck Brett